# ترانسکی
جمهوری ترانسکی (خوسایی:iRiphabliki yeTranskei) بانتوسانی مستقل در کشور آفریقای جنوبی است.